# Völkerkundemuseum Herrnhut
Das 1878 gegründete Völkerkundemuseum in Herrnhut beherbergt ethnographische Sammlungen mit gegenwärtig rund 6500 Einzelstücken. Hauptsächlich kamen diese Objekte durch die Sammeltätigkeit von Missionaren der Evangelischen Brüder-Unität (Missionsmuseum) in der Zeit zwischen 1878 und 1940 in den Fundus.
Die Völkerkundemuseum ist Teil der Staatlichen Ethnographischen Sammlungen Sachsen, die zu den Staatlichen Kunstsammlungen Dresden gehört.
Das Museum wurde im Januar 2023 für den Ausstellungsbetrieb geschlossen, um mit der baulichen und gestalterischen Umsetzung der neuen Ausstellungskonzeption beginnen zu können.

## Geschichte

### Vorgeschichte
Mit Beginn der Missionstätigkeit der Evangelischen Brüder-Unität (Herrnhuter Mission) 1732 wurde der Grundstock der Sammlung gelegt.
Das Sammeln erster völkerkundlicher Objekte durch Herrnhuter Missionare in Ceylon ist aus dem Jahr 1740 nachweisbar.
Der erste Vorläufer des Herrnhuter Museums war das seit 1758 nachweisbare Naturalienkabinett am Theologischen Seminar der Brüder-Unität in Barby (Sachsen-Anhalt), welches zu den ältesten Missionssammlungen im deutschsprachigen Raum zählte. Johann Jakob Bossart, Betreuer des Naturalienkabinetts in Barby, gab 1774 mit der kurzen gedruckten Anweisung zum Sammeln von Naturalien eine der ersten Sammelinstruktionen in deutscher Sprache heraus.
Ein Jahr später verfasste er den „Catalogus der Kunstsachen“, das Bestandsverzeichnis für völkerkundliche Objekte im Naturalienkabinett.
1781 gelangten 106 Objekte (aus Polynesien, von Indianern der Nordwestküste Nordamerikas und aus dem südlichen Alaska) von James Cooks dritter Reise in den Bestand. Nur ein Teil blieb über den Zweiten Weltkrieg erhalten. 1989 erfolgte über diese Stücke ein Nachweis.
Die Sammlungsstücke des Naturalienkabinetts wurden 1809 von Barby nach Niesky gebracht und dort 1810 museal präsentiert, damit ist es eines der ersten öffentlich zugänglichen Museen in der Oberlausitz.

### Gründung, Erweiterung und Bau des Museumsgebäudes

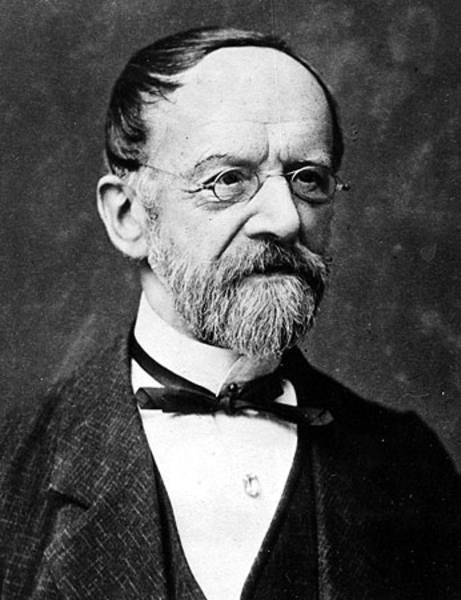
Bernhard Kinne (1812–1895), der Gründer des Herrnhuter Völkerkundemuseums

Auf Initiative des Apothekers Bernhard Kinne (1812–1895) geht die Gründung des Museum-Vereins Herrnhut im Jahr 1878 zurück. Dieser initiierte die Anlage eines „historischen, ethnographischen und naturgeschichtlichen Museums“ in Herrnhut nach dem Vorbild des Nieskyer Museums. Er ist damit der Gründungsvater des Herrnhuter Völkerkundemuseums.
Die Ausstellung war in den ersten Jahren in einem angemieteten Gebäude in Herrnhut untergebracht.
Nach einem Aufruf 1880 an die Missionare der Brüder-Unität zum Sammeln für das Museum wird in den Jahren 1881 und 1882 die Ausstellungsfläche vergrößert. Der Museum-Verein wurde ein Jahr später juristisch registriert, die Statuten des Vereins wurden in gedruckter Form festgelegt und Bernhard Kinne wurde Vorsitzender.
Ein zweiter Sammelaufruf im Jahr 1891 führte zu einer erneuten Vergrößerung der Ausstellung mit der Erarbeitung eines gedruckten Führers durch das Museum. Die Ausstellung wurde 1896 umgestaltet und 1898 erschien eine bearbeitete Neuauflage des Ausstellungsführers.
Nach der Jahrhundertwende 1900/01 wurde schließlich ein eigenes Museumsgebäude am heutigen Standort erbaut und die Eröffnung der ersten Ausstellung im neuen Haus gefeiert. Hierfür wurde zwischen 1909 und 1911 ein Katalog erarbeitet.

### Nachkriegszeit
Nach dem Zweiten Weltkrieg wurde 1946 der Museum-Verein aufgelöst. 1949 kam das Museum in Rechtsträgerschaft der Kommunalverwaltung der Stadt Herrnhut.
Von 1959 bis 1962 wurde der Katalog der Sammlungsstücke erneuert und überarbeitet. Eine Umgestaltung der Dauerausstellung und Profilierung der Sammlung erfolgte 1964, zudem wurde eine Studiensammlung, die im Depot lagert, angelegt.
Das Museumsgebäude wurde 1971 zum Teil saniert.
Das Museum verlor 1975 seine Selbständigkeit und wurde Außenstelle des Staatlichen Museums für Völkerkunde in Dresden.
Zwischen 1976 und 1978 erfolgte eine Neuinventarisierung und Neukatalogisierung sowie die Einrichtung externer Depoträume. Die Bibliothek und Bildsammlung wurden erweitert und weitere Sammlungsbereiche erbaut.
Anlässlich des 100-jährigen Bestehens des Völkerkundemuseums wurde die Dauerausstellung erneuert; ein neuer Katalog zur Ausstellung erschien.

### Nachwendezeit
Im Jahr 1991 wurde das Museum als Außenstelle des Staatlichen Museums für Völkerkunde Dresden dem Sächsischen Staatsministerium für Wissenschaft und Kunst unterstellt. Im selben Jahr gründete sich der gemeinnützige Verein „Freundeskreis Völkerkundemuseum Herrnhut e. V.“.
In den Jahren 1993/94 wurde ein Erweiterungsbau mit einem Sonderausstellungsraum errichtet. Die Bautätigkeiten setzten sich 1998 bis 2003 mit der Grundsanierung des Gebäudes fort. Die Studiensammlung zog 2000 in größere Depoträume um.
Anlässlich des 125-jährigen Bestehens des Museums wurde 2003 eine Dauerausstellung mit dem Titel „Ethnographie und Herrnhuter Mission“ eröffnet. Dazu erschien ein umfassender Katalog.
2004 fusionierten das Leipziger und das Dresdner Museum für Völkerkunde mit der Dresdner Außenstelle Völkerkundemuseum Herrnhut zu den Staatlichen Ethnographischen Sammlungen Sachsen. Diese wurden 2010 Teil der Staatlichen Kunstsammlungen Dresden.
Von 2010 bis 2012 wurde westlich am alten Museumsgebäude angrenzend ein Neubautrakt für Depoträume und einen neuen Sonderausstellungs-/Vortragsraum erbaut, im Zuge dessen entsteht auch ein neuer Eingangsbereich und ein barrierefreier Zugang für das gesamte Museum.

### Namensgeschichte
Über die Zeit führte das Museum zahlreiche Bezeichnungen:
- 1911: Änderung der Museumsbezeichnung in „Ethnographisches Museum“
- 1920: Umbenennung in „Völkerkundliches Museum“
- 1933: Umbenennung in „Völkerkundliches Missions-Museum“
- 1946: Umbenennung in „Völkerkundemuseum“

## Ausstellungen

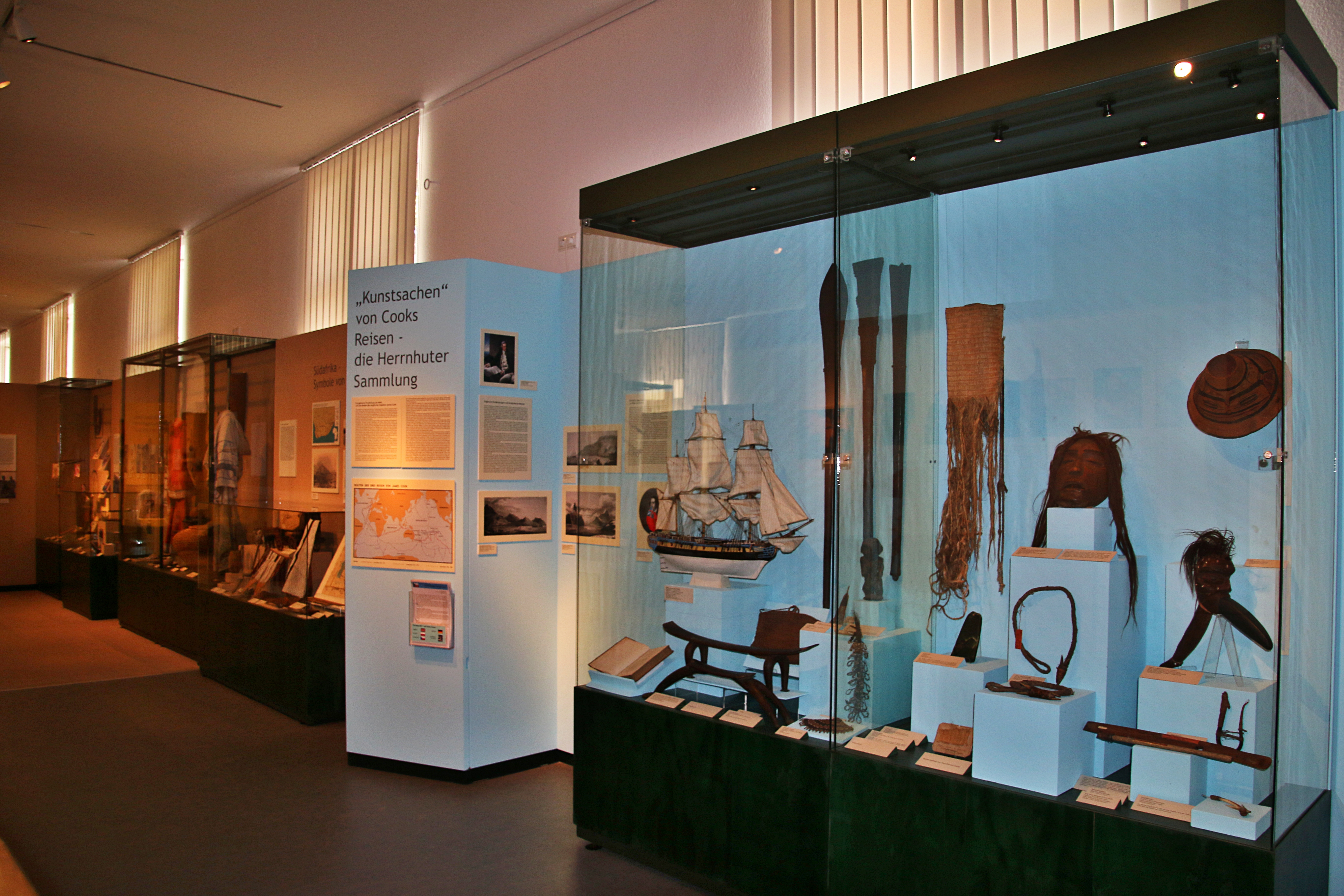
Völkerkundemuseum Herrnhut Ausstellungsbereich 2015

Das Museum zeigt neben Dauerausstellungen zu verschiedenen Themen auch wechselnde Sonderausstellungen aus seinen eigenen Beständen und mittels Leihgaben.

### Dauerausstellung
Die Dauerausstellung mit dem Titel „Ethnographie und Herrnhuter Mission“ präsentiert auf 500 m² Fläche in zwei Etagen rund 2000 völkerkundliche Originalobjekte historischer Kulturen jener Völker, bei denen Missionare der Evangelischen Brüder–Unität (Moravian Church) aktiv waren. Des Weiteren werden einzelne Missionarspersönlichkeiten mit ihrem ethnographischen Wirken vorgestellt.

### Sonderausstellungen
Seit 1985 finden regelmäßige Sonderausstellungen im Museum statt.
Die Sonderausstellung „Genuß und Belehrung“ (2008) wies auf das Jubiläum 250 Jahre natur- und völkerkundliches Sammeln in der Brüder-Unität hin.
Weitere Sonderausstellungen drehten sich um folgende Themen: „Auf Humboldts Spuren im Osten Venezuelas“ (2005), „‚Choco, choco, chocolate‘ – Zur Kulturgeschichte des Kakao“ (2007), „Vergessene Inseln – Reisen und Forschen im Talaud–Archipel“ (2009), „Bilder der Traumzeit“ (2010), „Crow Fair - Powwow bei den Crow Indianern Montanas“ (2013), „Waurá - Indianer am Rio Xingú“ (2015), „Silberschatz der Steppe. Turkmenenschmuck aus einer Privatsammlung“ (2016), „Russische Volkskunst – Märchen- und Spielfiguren aus Holz und Ton“ (2017/18), „Tattoo & Piercing - Die Welt unter der Haut“ (2018), „Allerwärts. Herrnhut in der Welt des Tabaks“ (2019), „Kinder des Windes - Chinesische Papierdrachen aus Weifang“ (2020/21), „Der Mond hinter den Wolken - Die Ästhetik der japanischen Teekultur“ (2021/22), „Aufbruch. Netz. Erinnerung — 300 Jahre Herrnhut“ (2022).

## Sammlung
Es wurden über die Jahre zahlreiche Objekte aus anderen Einrichtungen aufgenommen, um diese ethnographischen Sammlungen aus den Missionsgebieten der Brüder-Unität in Herrnhut zu konzentrieren, so 1926 die Sammlung der Missionskinderanstalt Kleinwelka, 1947/48 Reste des brüderischen Naturalienkabinetts Barby/Niesky und um 1960 die brüderische Sammlung aus Neudietendorf.
Inhalte der Ausstellungskonzeption sind Schaustücke von den Kulturen der Eskimos von Grönland, Labrador und Alaska. Aber auch von der afroamerikanischen Sklavenbevölkerung der karibischen Jungferninseln, von Indianerstämmen der Miskitoküste Nicaraguas und den Küstengebieten Surinames im nördlichen Südamerika werden Objekte gezeigt. Hinzu kommen Schaustücke der Aborigines aus Australien, diverser bantusprachiger Völker aus Süd- und Ostafrika, der Kalmyken aus den Steppengebieten Südrusslands und aus Ladakh in Nordindien.
Seit dem 25. Dezember 2011 ist der Ausstellungsbereich „Kunstsachen von Cooks Reisen“ wieder zu sehen.
Die Sammlung von Bilddokumenten umfasst Zeichnungen, Drucke, historische Aufnahmen und Gegenwartsfotografien (Diapositive im Kleinbild- und 6x6-Format sowie in digitaler Form). Die rund 5000 Abbildungen in der Sammlung haben den Schwerpunkt im Bereich ethnographischer Darstellungen aus den ehemaligen Missionsgebieten der Brüder-Unität.
Das Film- und Tonarchiv verzeichnet etwa 400 Filmtitel (hauptsächlich Dokumentarfilme) auf Videokassetten sowie ca. 100 Magnetbandkassetten, CDs und Schallplatten mit Musikaufnahmen zur Kultur außereuropäischer Völker.

## Bibliothek
Die Museumsbibliothek ist Teil der Dresdner Bibliothek des Museums für Völkerkunde und wird von dieser betreut und nach gleichem Schema systematisiert.
Die Bestände sind ortsgebunden (Präsenzbibliothek) und auf das Profil der ethnographischen Sammlungen des Herrnhuter Museums ausgerichtet. Die zurzeit etwa 6000 Bände im Bestand – darunter Bücher, Zeitschriftenjahrgänge und Datenträger – dienen vor allem als Arbeitsbibliothek für die Museumsmitarbeiter.
Die Bestände sind über den Katalog der Staatlichen Kunstsammlungen Dresden recherchierbar.